# Ancones (Arroyo)
Ancones es un barrio ubicado en el municipio de Arroyo en el estado libre asociado de Puerto Rico. En el Censo de 2010 tenía una población de 5719 habitantes y una densidad poblacional de 1.076,61 personas por km².

## Geografía
Ancones se encuentra ubicado en las coordenadas 17°59′40″N 66°2′39″O / 17.99444, -66.04417. Según la Oficina del Censo de los Estados Unidos, Ancones tiene una superficie total de 5.31 km², de la cual 5.29 km² corresponden a tierra firme y (0.34%) 0.02 km² es agua.

## Demografía
Según el censo de 2010, había 5719 personas residiendo en Ancones. La densidad de población era de 1.076,61 hab./km². De los 5719 habitantes, Ancones estaba compuesto por el 52.16% blancos, el 32.24% eran afroamericanos, el 0.7% eran amerindios, el 0.1% eran asiáticos, el 10.75% eran de otras razas y el 4.04% pertenecían a dos o más razas. Del total de la población el 98.18% eran hispanos o latinos de cualquier raza.